# Thomas Happe
Thomas Happe, nemški rokometaš, * 25. marec 1958, Dortmund.
Leta 1984 je na poletnih olimpijskih igrah v Los Angelesu v sestavi zahodnonemške rokometne reprezentance osvojil srebrno olimpijsko medaljo.